# Elasmus borrowi
Elasmus borrowi är en stekelart som beskrevs av Girault 1917. Elasmus borrowi ingår i släktet Elasmus och familjen finglanssteklar. Inga underarter finns listade i Catalogue of Life.